# Thomas Hardwicke

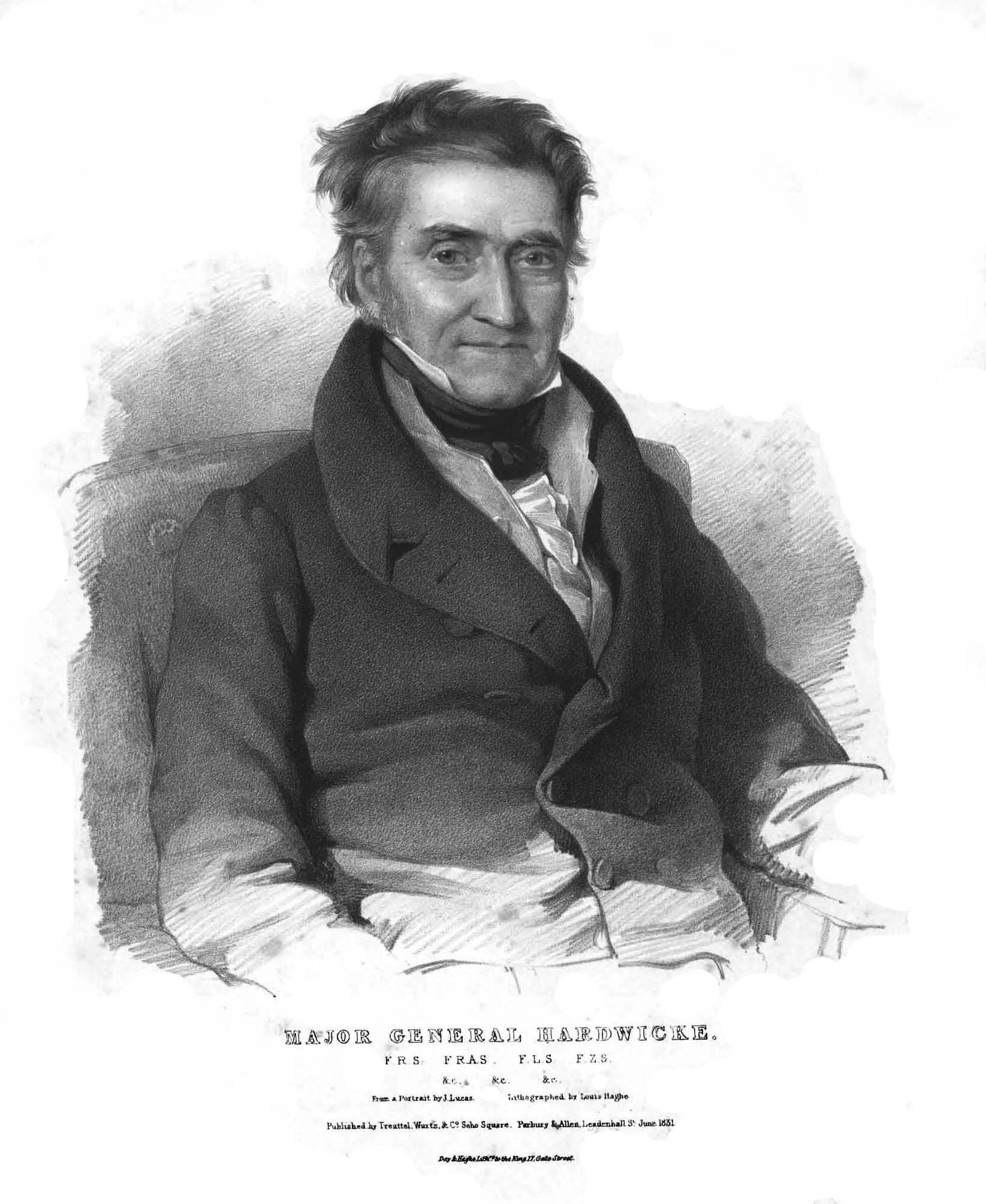
Thomas Hardwicke

Thomas Hardwicke (* 1756 in Bourn; † 3. März 1835 in The Lodge, Lambeth) war ein britischer General, Amateur-Zoologe und Botaniker, der in Indien stationiert war. Sein botanisches Autorenkürzel lautet „Hardw.“

## Leben
Hardwicke trat 1778 der Armee der British East India Company bei, wo er bald darauf Leutnant der Artillerie wurde. 1781 bis 1785 war er unter Eyre Coote in Südindien stationiert. Er war am Entsatz von Vellore im Jahr 1782, an der Belagerung von Cuddalore 1783, der Kampagne gegen Tipu Sultan in den Jahren von 1790 bis 1792 und am Rohilla Feldzug 1794 beteiligt. Nach einer Verwundung bei Satyamangalam im Jahr 1790 wurde er in Bangalore stationiert und ab 1793 in Bengalen Adjutant und Artillerie-Quartiermeister. 1819 wurde er Major-General und kommandierte die Artillerie in Bengalen. 1823 ging er nach England zurück.

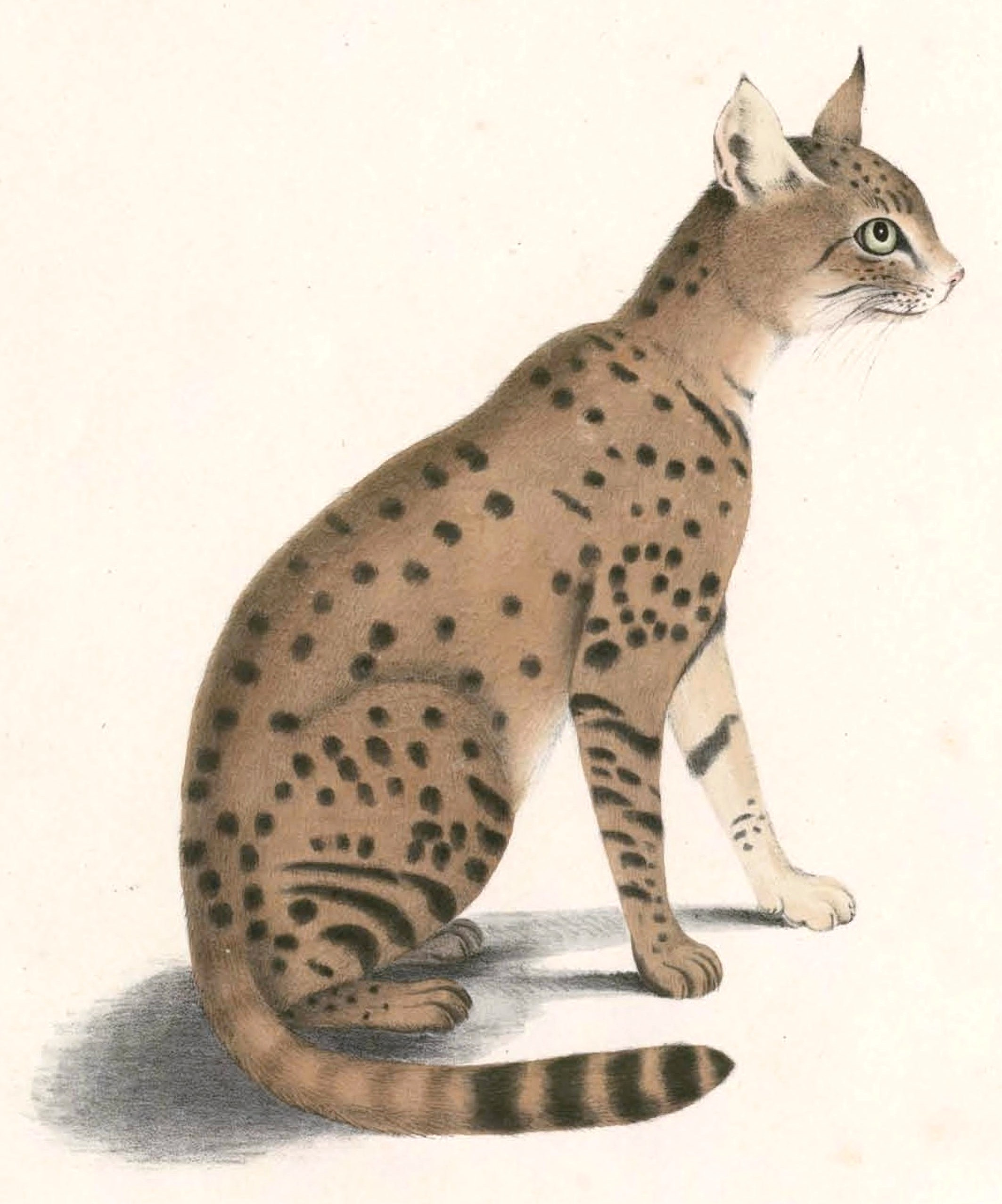
Asiatische Wildkatze, aus Illustrations of Indian Zoology

Er sammelte während seiner ausgedehnten Reisen auf dem indischen Subkontinent zahlreiche Tiere und Aquarelle einheimischer Tiere, die er von lokalen (indischen) Künstlern anfertigen ließ und einige auch sehr erstellte. 1835 kam die umfangreiche Sammlung von 4500 Zeichnungen an das British Museum, später mit dessen zoologischer Sammlung an das Natural History Museum. Rund zweihundert seiner Aquarelle wurden nach seinem Tod in dem von ihm finanzierten Buch Illustrations of Indian Zoology mit Texten von John Edward Gray und anderen Zoologen veröffentlicht. Mit Gray veröffentlichte er 1827 über Reptilien, die er in Indien gesammelt hatte. Hardwicke stand mit Zoologen und Wissenschaftlern in England wie Joseph Banks in Kontakt.
Er erstbeschrieb die Grabfledermaus (Taphozous longimanus), den Grauen Goral (Naemorhedus goral), die Indische Nacktsohlen-Rennmaus (Tatera indica) und den Kleinen Panda. Letzteren beschrieb er im Jahr 1821 vor der Linnean Society of London, dessen Fellow er war, allerdings kam sein Exemplar erst später nach England. Als er 1827 seine Beschreibung des Kleinen Pandas veröffentlichte, hatte schon Georges Cuvier im Jahr 1825 die Art nach einem aus Indien stammenden Exemplar beschrieben.
Hardwicke war nicht verheiratet, hatte aber mehrere Kinder von einer indischen Geliebten.
1813 wurde er Fellow der Royal Society.

## Ehrungen
Nach ihm wurde die Pflanzengattung Hardwickia Roxb. aus der Familie der Hülsenfrüchtler (Fabaceae) und mehrere Tierarten wie der Orangebauch-Blattvogel Chloropsis hardwickii und die Schläferrochenart Temera hardwickii  benannt. Nach Hardwickes Tod benannte Thomas Horsfield am British Museum die Fledermäuse Rhinopoma hardwickii und Kerivoula hardwickii aus dessen Sammlung.

## Schriften
- Sketches of plants growing about Plettenburg Bay ..., 1812
- mit John Edward Gray: Illustrations of Indian Zoology, London, 2 Bände, 1830 bis 1834, Band 1, Archive, Band 2, Archive